# 민족문제연구소
민족문제연구소(民族問題硏究所)는 1991년 설립된 역사문제 연구 기관이다. 재야운동가 임종국의 유지를 이어 설립된 단체로서 1991년 2월 27일 반민족문제연구소로 시작하여 1995년 민족문제연구소로 개칭하였다. 2001년 12월부터 편찬사업을 펼쳤고 2009년 11월 8일에 친일인명사전을 발간하여 주목받았다.

## 표립
- 한국 근현대 민족문제 연구와 해명
- 한일 과거사 청산을 통한 역사바로 세우기
- 친일인명사전 등 친일문제연구총서 편찬
- 통일시대 역사문화운동

## 연혁
- 1989년 : 임종국 빈소에서 연구소 설립 논의
- 1990년 : 연구소 설립준비위원회 발족
- 1991년 : 반민족문제연구소 설립
- 1993년 : 제3회 윤상원상 학술연구부문 단체상 수상
- 1994년 : 친일인명사전 출간계획 발표 기자회견
- 1995년 : 민족문제연구소로 개칭(이사장 이돈명). 지부·지회조직 건설 시작
- 2000년 : 박정희기념관반대국민연대 발족(247개 단체), 사무국 설치. 강제동원진상규명시민연대 발족, 사무국 설치.
- 2001년 : 통일시대민족문화재단 창립. 친일인명사전편찬위원회 출범, 주간연구소 겸 사무국
- 2003년 : 태평양전쟁피해자보상추진협의회 사무국 유치
- 2004년 : '친일인명사전 편찬 국민의 힘으로' 모금운동 전개. 일제강점하강제동원피해진상규명등에관한특별법 통과. 친일반민족행위진상규명시민연대 출범. 제16회 심산상 수상.
- 2005년 : 임종국선생기념사업회 출범(회장 장병화). 제19회 단재상 수상. 제1회 임종국상 시상(매년). 친일인명사전 수록 예정자 1차 명단 발표. 야스쿠니 신사 문제 다큐 <안녕, 사요나라> 제작, 부산국제영화제 운파펀드·서울독립영화제 대상 수상. 제17회 안종필자유언론상 특별상 수상. 친일반민족행위자재산의국가귀속에관한특별법 통과.

## 학술활동(심포지엄)
- 1992년 : 식민지배 청산문제의 민족사적 이해
- 1993년 : 한국현대사와 친일파 청산문제
- 1995년 : 친일협정, 30년 동안의 굴욕
- 1996년 : 보훈정책, 무엇이 문제인가
- 1997년 : 민족사적 관점에서 본 역대정권의 대일정책 비교
- 1999년 : 친일논리의 역사적 변천과 식민유제의 청산방향. 한국군과 식민유산
- 2002년 : 강요된 부역인가 내재된 신념인가-문화예술계의 친일논리와 성격
- 2003년 : 일제의 민족분열정채고가 친일세력의 구조와 논리. 무엇을 기억하고 기념할 것인가-한국 기념사업의 현주소
- 2004년 : 21세기 한국사회와 '친일청산' 문제. 일제의 민족분열정책과 친일세력의 구조와 논리
- 2005년 : 식민지시대 예술 다시 읽기-친일예술의 내적 논리
- 2006년 : 세계의 눈으로 야스쿠니를 본다-문명과 야만 사이
- 2007년 : 효창원 성역화 문제 어떻게 할 것인가. '강제성'이란 무엇인가-일본군 위안부 문제. 인권·문명·평화의 눈으로 야스쿠니신사를 본다. 식민지 경제사의 쟁저모가 과제. 기업재판에 대한 한국·일본 법원의 판단과 전후 보상
- 2009년 : 일제의 사법침탈과 안중근 의거. 관동조선인학살-식민지범죄, 일본의 국가적 책임을 묻는다. 식민지기 재일조선인사회의 형성과 단체활동의 전개. 안중근의사 하얼빈의거 100주년기념 국제학술대회. 한일 양국의 문서공개로 본 1965년의 한일협정과 청구권 문제

## 이사장
- 제1대 이사장 : 이돈명
- 제2대 이사장 : 조문기
- 제3대 이사장 : 김병상
- 제4대 이사장 : 함세웅

## 소장
- 제1대 소장 : 김봉우
- 제2대 소장 : 한상범
- 제3대 소장 : 임헌영

## 해외연구협력기관
- 고려박물관(대표 히구치 유이치)
- 고베청년학생센터(대표 히다 유이치)
- 문화센터아리랑(대표 강덕상)
- 오사카국제교육이해센터(이사장 정조묘)
- 재일한인역사자료관(대표 강덕상)
- 히로시마한국조선사회연구회(대표 이동석)
- 한일의 여성과 역사를 생각하는 회(대표 스즈키 유코)

## 논란

### 백년전쟁 논란
- 민족문제연구소는 대한민국의 두 전직 대통령인 이승만, 박정희에 관한 다큐멘터리 "백년전쟁-두 얼굴의 이승만" , "백년전쟁-프레이저 보고서(제1부)" 방송을 제작하였다. 그러나 이 동영상에 대해서 보수와 진보간에 자료의 신뢰성 및 짜집기 논란이 일었다.

- 2013년 3월 13일 박근혜 대통령과의 이른바 '국가원로' 12명 (김시중, 남덕우, 박상증, 박영식, 백선엽, 서영훈, 안병직, 이만섭, 이배용, 이인호, 이홍구, 조순)[2] 이 참석한 오찬에서 이인호 아산재단이사장은 “요즘 인터넷에 들어가 보면 ‘백년전쟁’이란 영상물이 많이 퍼져 있는데요, 젊은 사람들이 많이 보는 것 같아 걱정입니다.”“다큐멘터리 영화라는데 이승만·박정희 전 대통령 때 일을 많이 왜곡해서 다루고 있다”면서 이런 역사 왜곡도 국가안보 차원에서 주의 깊게 봐야 할 것 같다“고 말했다.[3]

- 2013년 3월 26일 한겨레신문은 "박근혜 정부가 들어서자마자 <조선일보> 등 보수 언론이 현대사에 대한 논란 키우기를 시도하고 있다."고 보도했다. 이 기사에 따르면 이희완 민주언론시민연합 사무처장은 “뉴라이트가 역사 문제를 제기하고 보수 언론이 이를 확대·재생산하는 패턴이 계속되고 있다. 친일·민족 문제를 모두 좌파의 공작으로 몰아붙이려는 시도야말로 역사 왜곡”이라고 말했다.[4]

- 2013년 7월 25일 방송통신심의위원회는 현대사의 경우, 역사적으로 다양한 해석이 공존함에도 불구하고, 이를 균형 있게 반영하지 않고 특정 자료만을 근거로 편향된 내용을 방송한 것은 ｢방송심의에 관한 규정｣ 제9조(공정성)제1항․제2항, 제14조(객관성), 제20조(명예훼손 금지)제2항을 중하게 위반한 것이나, 해당 채널이 시청자 참여(public access) 프로그램 방송 채널임을 감안하여 각각 ‘해당 방송프로그램 관계자에 대한 징계’ 및 ‘경고’처분을 내렸다.[5][6]

- 2014 8월 28일 민족문제연구소가 제작한 이승만·박정희 전 대통령의 일대기를 다룬 역사 다큐멘터리 '백년전쟁'을 방영하여 방송통신심의위원회의 징계를 받았던 시민방송 RTV는 징계에 불복해 소송을 제기했으나 패소하였다. 서울행정법원 행정14부는 사회적 쟁점이나 이해관계가 첨예하게 대립된 사안을 다루면서 공정성과 균형성을 유지하지 못했다고 판단하며 원고 패소 판결을 했다. 재판부는 "방송 내용을 이승만에 대한 부정적인 사례와 평가만으로 구성하고 제작의도와 달리 해석될 수 있는 부분은 의도적으로 배제함으로써 사실을 왜곡했다"며 "이승만을 '악질 친일파, A급 민족반역자, PLAY BOY, 하와이 깡패, 돌 대가리' 등 저속하게 표현하기도 했다"고 지적했다. 이어 "박정희의 경우 동료들을 밀고해 살아남았다거나 무고한 언론인을 재판을 통해 살해한 것처럼 구성했다"며 "박정희를 'SNAKE PARK'으로 표현하면서 뱀 사진과 나란히 편집하고 꼭두각시 인형으로 표시하는 등 사자의 명예를 훼손했다"고 덧붙였다.[7]
- 2019년 11월21일 역사다큐멘터리 ‘백년전쟁’에 대한 방송통신위원회의 징계는 부당하다고 대법원전원합의체가 판단했다. 대법원 전원합의체는 백년전쟁 방송사인 시민방송 RTV가 방통위를 상대로 낸 제재조치명령 취소소송 상고심에서 원고 패소로 판결한 원심을 깨고 사건을 서울고법으로 돌려보냈다. (중앙일보,2019.11.21.)

### 친일인명사전 논란
친일인명사전 인물 선정에 대해 보수주의 단체와 충돌이 있었다.

### 친일파 매도 논란
민족문제연구소에서는 민족대표 33인의 한사람이었던 독립운동가 이갑성이 일제 강점기 당시 조선총독부 경무국 촉탁 역임, 미쓰비시주식회사 신경출장소장 역임 등에 친일의혹을 제기했다. 2005년 3.1절 특집 뉴스추적에 출연한 민족문제연구소장 임헌영은 연구소에서 이갑성에 대해 철저하게 조사하여 서훈 취소해야한다고 주장하였다. 그러나 이갑성의 친일 의혹에 대해 모두 근거가 없는 것으로 논박되었고, 일본 측의 요시찰인(要視察人) 인물인 것으로 밝혀졌다. 이로써 1980년대부터 정치적 의도에 의해 친일파 공격을 받은 이갑성은 친일파 누명에서 벗어났다.

### 박정희 혈서 논란
- 민족문제연구소는 박정희가 혈서를 썼다고 주장하였다.

이후 민족문제연구소가 강용석 전 의원, 정미홍 정의실현국민연대 상임대표 등 11명을 상대로 민·형사상 책임을 묻는 소송 을 제기했고 그 중 "사과문을 쓰며 형사조정에 응한 포레OO의 명예훼손 혐의는 공소권 없음 처분을 내렸다" "북두000의 경우 합의가 안된 상황이지만 법리적으로 혐의가 인정되지 않아 무혐의 처분 되었고 이후 강용석도 무혐의처분 되었다. 특히 강용석이 공개한 소장의 경우를 보면 민문연의 주장이 즉 법리적으로 역사적 진실로 보기 힘들다라는 것이 검찰의판단이며 이를 기각한 것이 사법부는 정당하다고 밝히고 있다. 그러나 재판부는 혈서의 진위 여부와 친일인명사전 등재 여부에 대해서는 “이 재판의 쟁점이 아니다”라며 말을 아꼈다.

## 같이 보기
- 역사문제연구소
- 김광진(전남동부지부 사무국장, 전 제19대 국회의원 민주당 청년 비례대표)